# Shewopo (köpinghuvudort i Kina, Shandong Sheng, lat 37,13, long 120,86)
Shewopo (kinesiska: 蛇窝泊, 蛇窝泊镇) är en köpinghuvudort i Kina. Den ligger i provinsen Shandong, i den östra delen av landet, omkring 350 kilometer öster om provinshuvudstaden Jinan. Antalet invånare är 58 162. Befolkningen består av 28 608 kvinnor och 29 554 män. Barn under 15 år utgör 9,0 %, vuxna 15-64 år 75 %, och äldre över 65 år 15,0 %.
Runt Shewopo är det tätbefolkat, med 511 invånare per kvadratkilometer. Närmaste större samhälle är Zhuangyuan, 19,3 km norr om Shewopo. Trakten runt Shewopo består till största delen av jordbruksmark.
Genomsnittlig årsnederbörd är 747 millimeter. Den regnigaste månaden är juli, med i genomsnitt 283 mm nederbörd, och den torraste är januari, med 11 mm nederbörd.